# Diadegma rufatum
Diadegma rufatum là một loài tò vò trong họ Ichneumonidae.